# Копиця

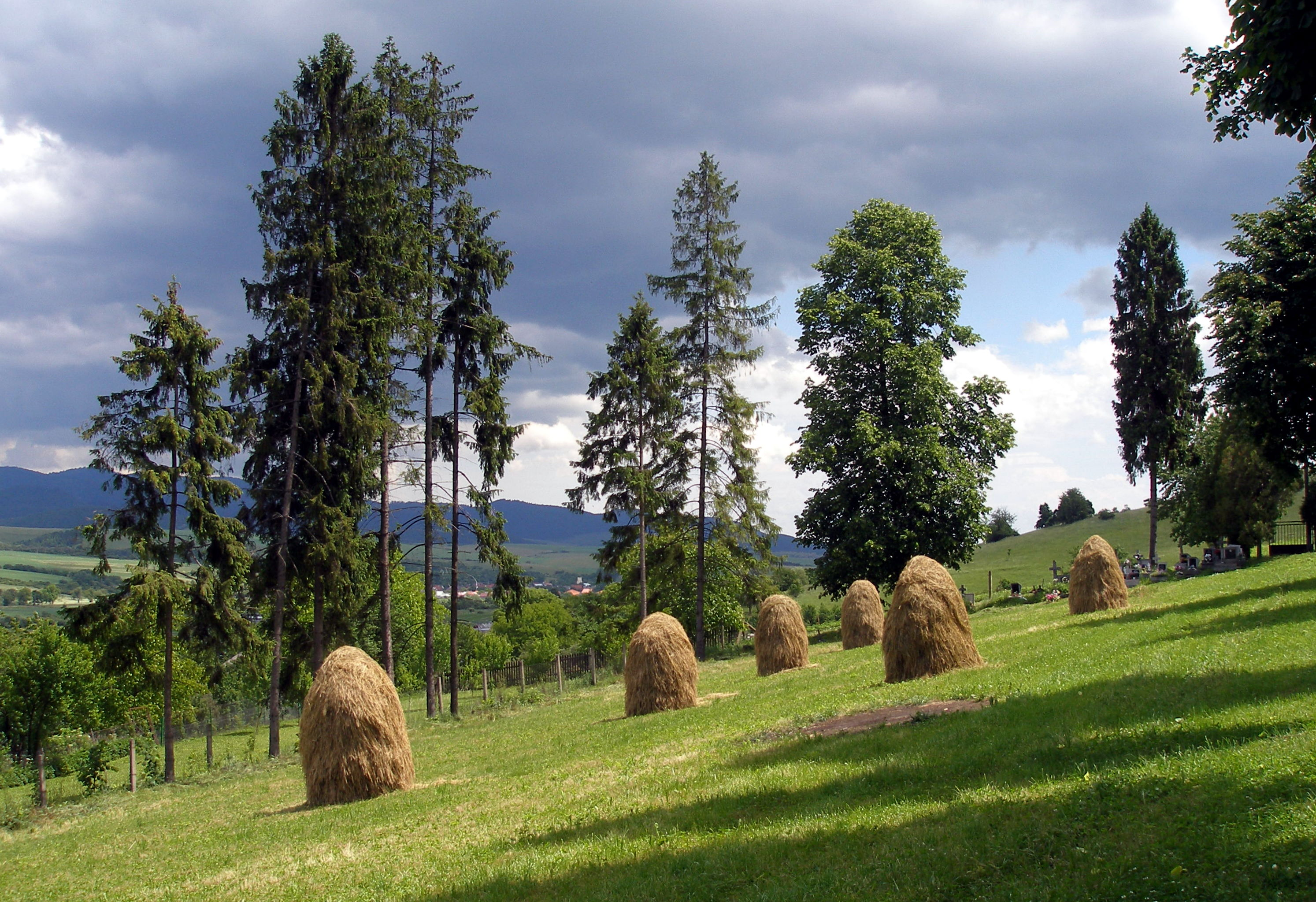
Копиці сіна на схилі

Копи́ця, іноді копа́, діал. коп'я́к — ущільнена конусоподібна купа сіна або соломи, зазвичай складається на сінокосі. Копиця на дерев'яній підстилці у деяких місцевостях була відома як оде́нок. До поширення комбайнів у копиці складали й снопи. Копиця сіна значно менша за скирту і трохи за стіг.
Копицю хліба частіше називали копа.

## Опис

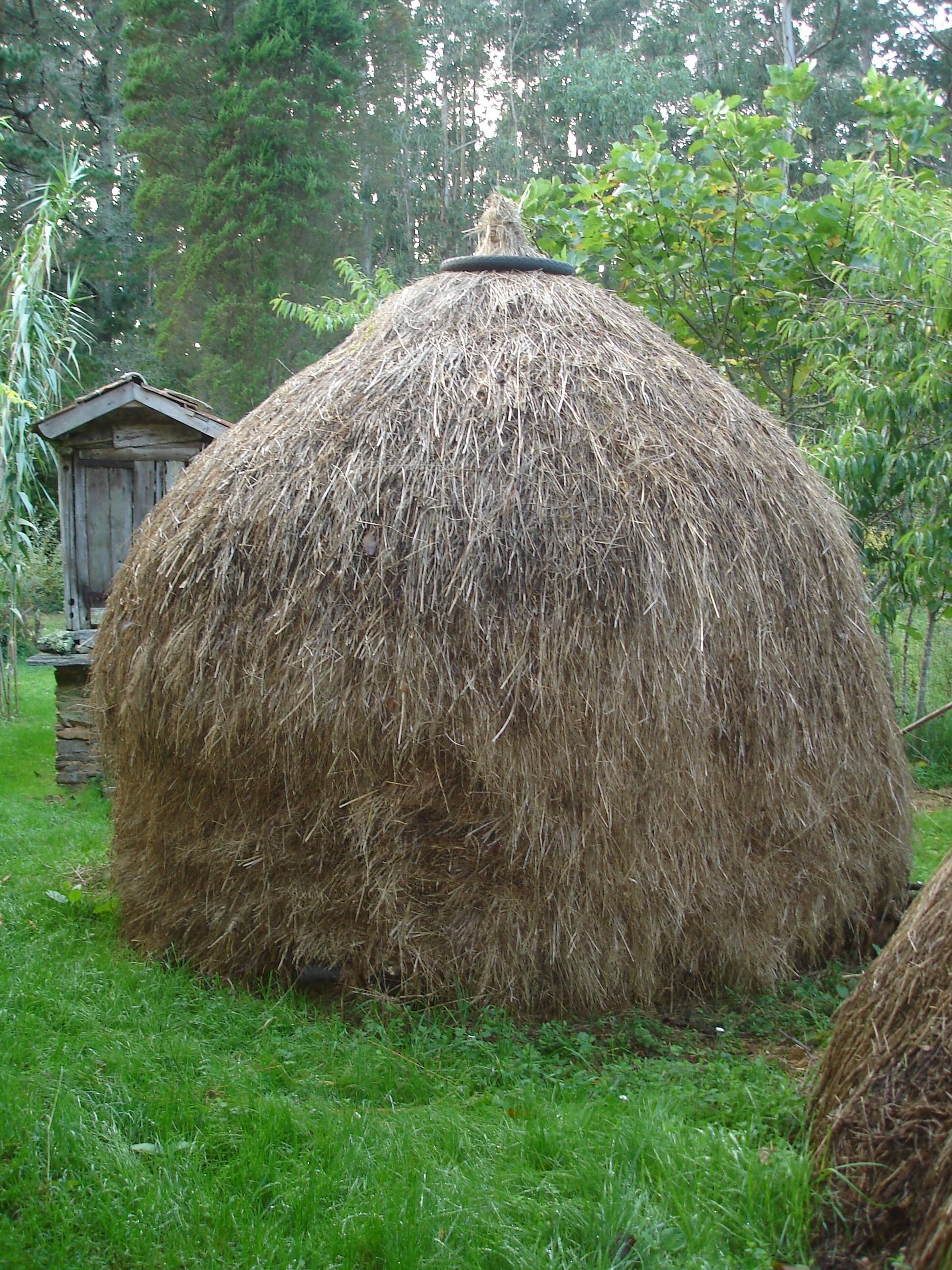
Копиця

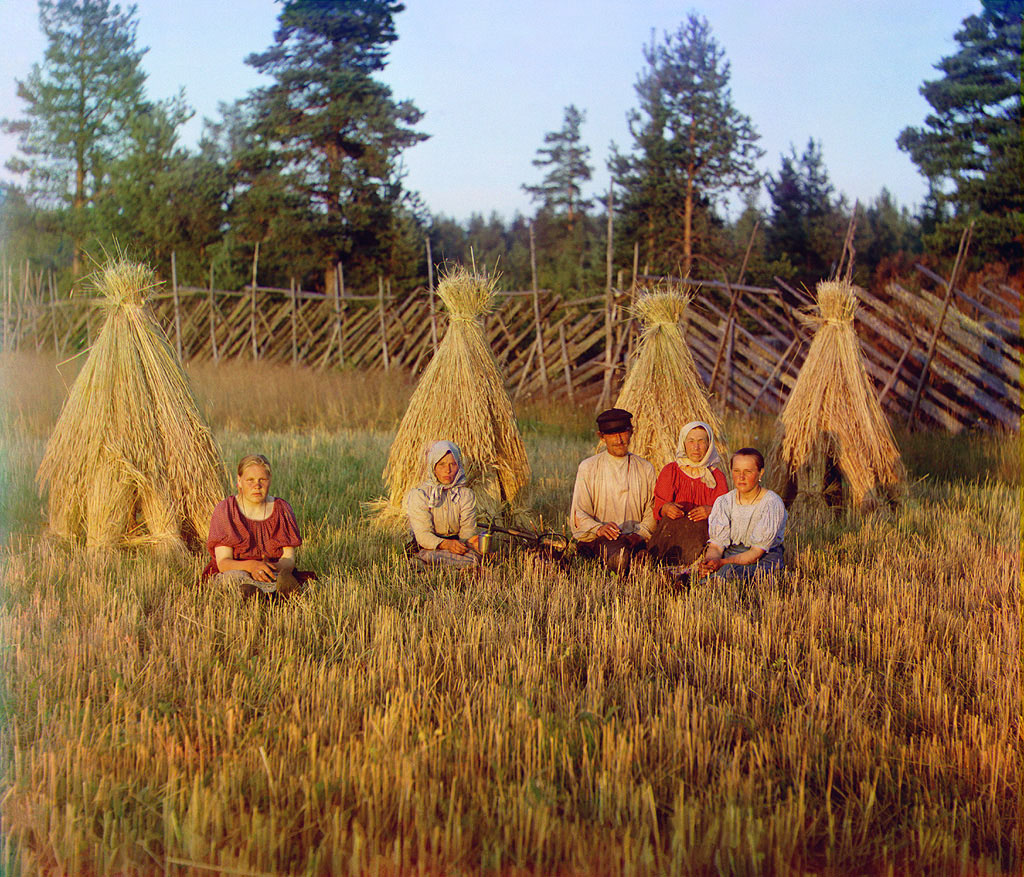
Копи зжатого хліба. Фото С. М. Прокудіна-Горського «На жнивах», 1909 р.

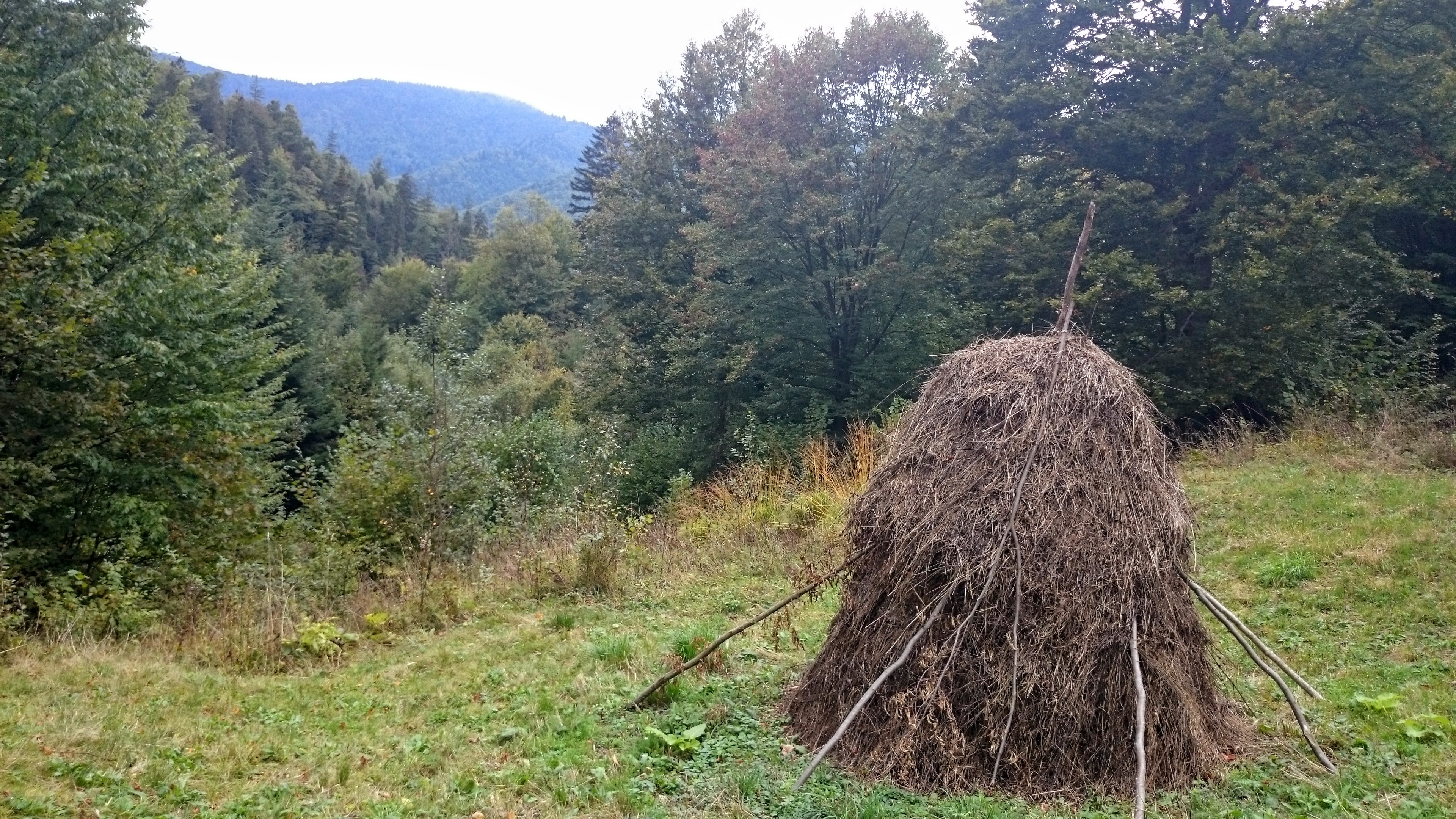
Закинута копиця сіна в Карпатах

Копиці кладуть, коли немає техніки, щоб завести сіно до постійного місця зберігання, або оборіг, хлів чи клуня переповнені. Крім того, уже по кількох днях, сіно в копицях злежується, що значно полегшує його подальше перевезення.
Копиці можуть класти (копичити) як безпосередньо з покосів, так і з валків, заздалегідь згорнутих вручну чи граблями. Зазвичай сіно в копиці складають вилками. Вила з нанизаним на них сіном перевертають (зуби мають спрямовуватися в копицю) і кладуть на копицю, намагаючись сформувати рівномірний пласт. Класти треба на протилежний бік копиці, до того, біля якого ви стоїте. Кожен наступний поклад має частково накривати попередній, таким чином досягається стійкість усієї копиці. Можна використовувати і граблі, при такому способі спочатку ними треба сформувати сніпки, а вже потім класти їх до копиці. Щоб в копицю вмістилось більше сіна, її переміжно трамбують, ходячи по ній.
Щоб зміцнити копицю, її верх можуть перетягувати перевеслом, обкладати гіллям. Свіжі копиці вкривають клейонкою чи брезентом, щоб захистити їх від дощу.
З механізацією сільського господарства копичення поступово заміняється виготовленням за допомогою прес-підбирачів спресованих рулонів і брикетів (тюків) сіна чи соломи, що транспортують під накриття чи складають у скирти. Це уможливлює зменшити трудовитрати, пришвидшити транспортування і вантажно-розвантажувальні роботи, зменшує обсяги сховищ, потрібних для зберігання.

## Копиця хліба
Копиця хліба (зазвичай «копа́») — складені разом 60 снопів збіжжя. Копа з 30 снопів була відома як полукіпок, копа з 15-20 снопів — як кладня. Слово копа також використовувалося як одиниця ліку, означаючи як 60 снопів, так і 60 будь-яких предметів (напр., копа грошей). Ряд кіп або полукіпків називався стая, стайка.

### Паликопи
У народному календарі деяких слов'янських народів існувало таке свято, як «Пали́копа». В українців ним вважався день святого Пантелеймона, який відзначався 9 серпня (27 липня за ст. ст.), в росіян — день святих Бориса й Гліба 6 серпня (24 липня), у поляків — день святого Петра 1 серпня. За народними повір'ями, блискавки, що іноді спалювали в полі копи хліба, були проявом гніву святих.

## Інше
- Слово «копиця» також вживається в переносному сенсі щодо великої кількості чого-небудь, купи (копиця волосся)[1].

## Прислів'я, мовні звороти
- Сніп до снопа — буде копа
- Не твоя копа молотиться — це не тебе стосується
- Неначе чорт сім кіп гороху змолотив на обличчі (на виду) — про дуже погане, страшне обличчя